# Кастања Гроса (Салерно)
Кастања Гроса је насеље у Италији у округу Салерно, региону Кампанија.
Према процени из 2011. у насељу је живело 57 становника. Насеље се налази на надморској висини од 755 м.